# Néret
Néret ist eine französische Gemeinde mit 188 Einwohnern (Stand: 1. Januar 2022) im Département Indre in der Region Centre-Val de Loire. Sie gehört zum Arrondissement La Châtre, zum Kanton La Châtre und zum Gemeindeverband Communauté de communes de la Châtre et Sainte Sévère. Die Einwohner werden Néretois genannt.

## Lage
Néret liegt etwa 50 Kilometer südöstlich von Châteauroux. Das Gemeindegebiet wird vom Fluss Igneraie durchquert. Umgeben wird Néret von den Nachbargemeinden Vicq-Exemplet im Norden, Châteaumeillant im Osten und Südosten, Urciers im Süden, Champillet im Südwesten sowie Montlevicq im Westen.

## Bevölkerungsentwicklung
| Jahr                      | 1962 | 1968 | 1975 | 1982 | 1990 | 1999 | 2006 | 2013 |
| Einwohner                 | 347  | 316  | 253  | 233  | 208  | 208  | 207  | 215  |
| Quelle: Cassini und INSEE |      |      |      |      |      |      |      |      |

## Sehenswürdigkeiten

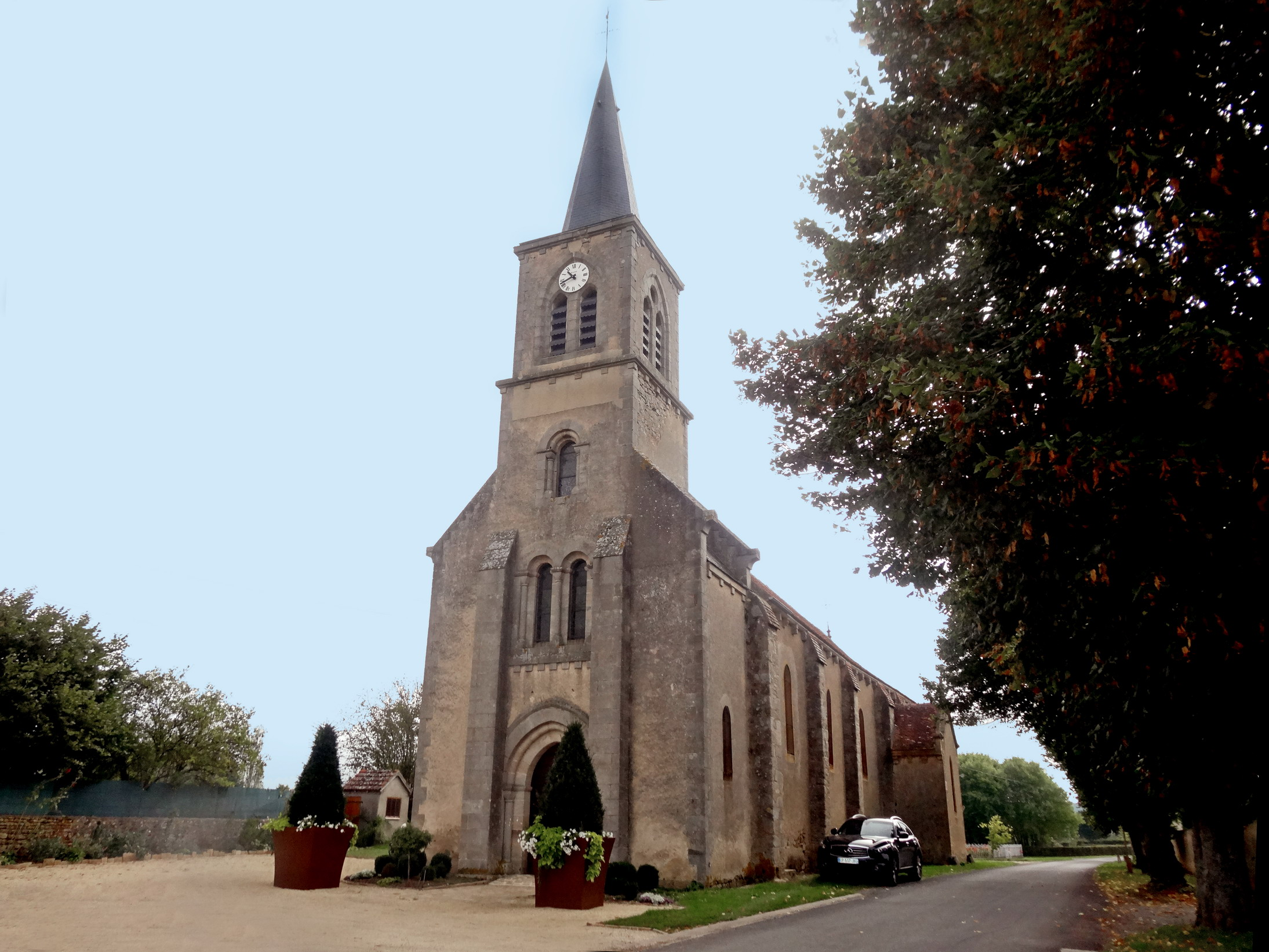
Kirche Saint-Martin
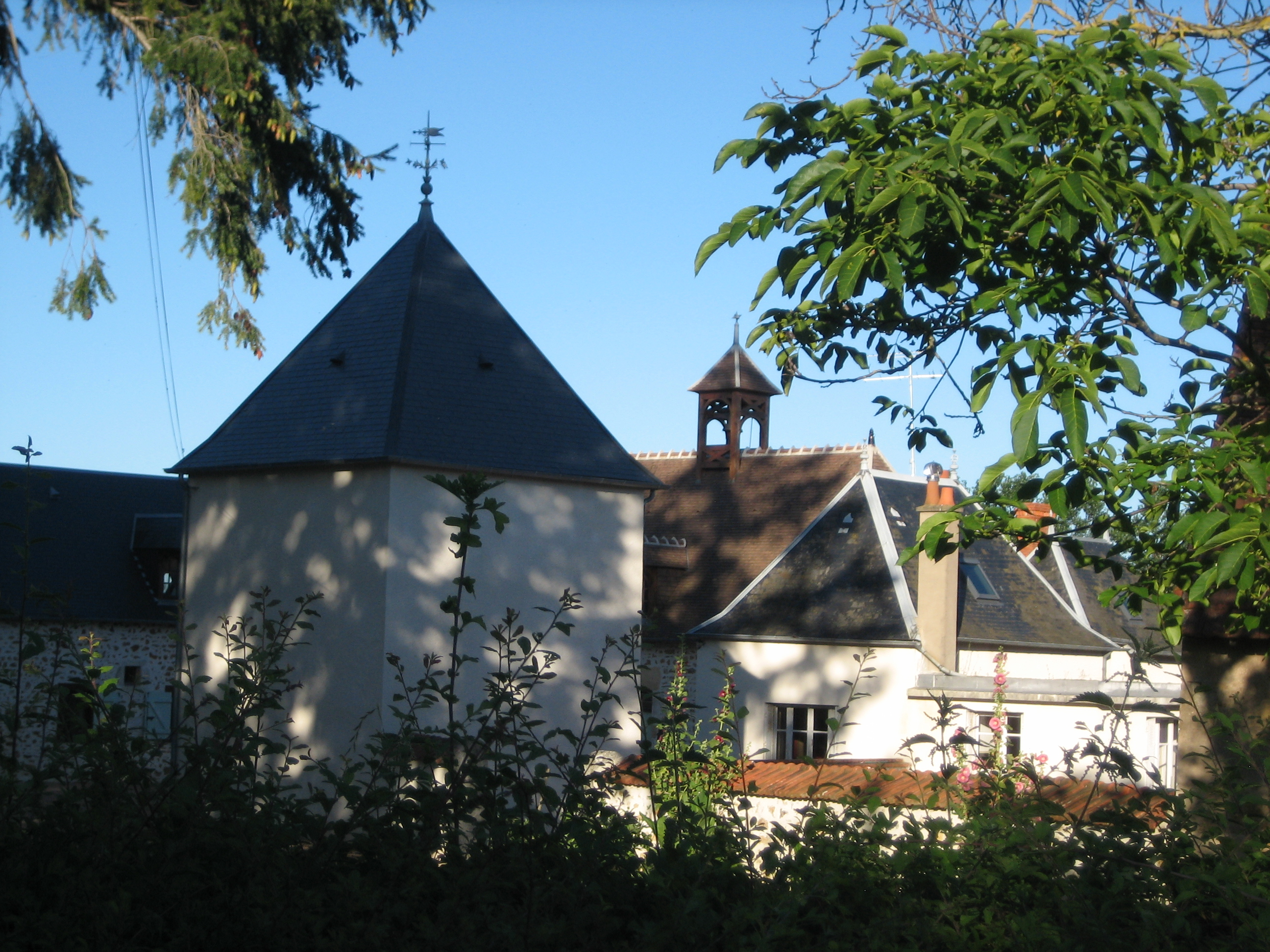
Schloss Rochepeau
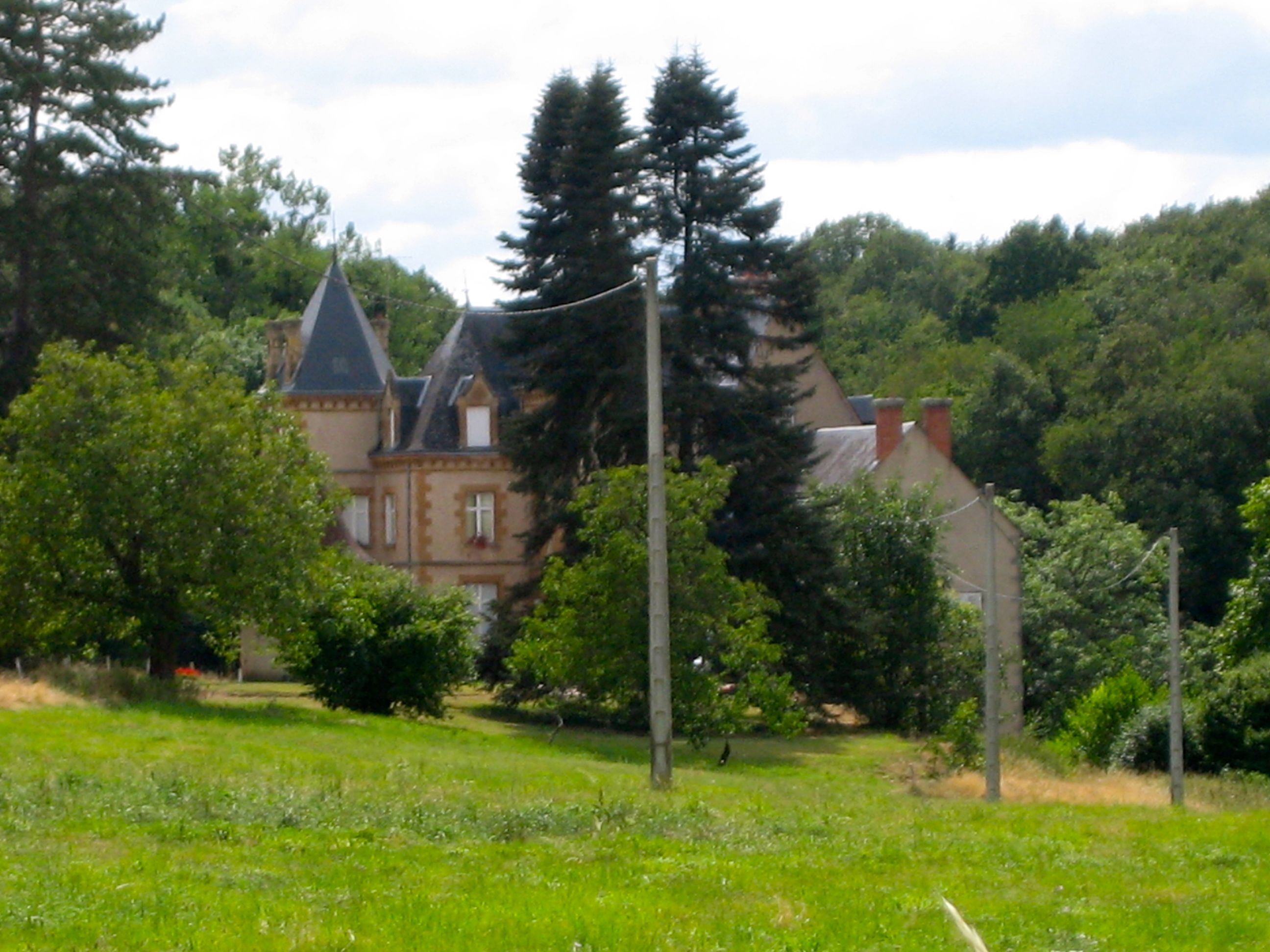
Schloss Lavallas

- Kirche Saint-Martin
- Schloss Rochepeau
- Schloss Lavallas